# Glypta tegularis
Glypta tegularis là một loài tò vò trong họ Ichneumonidae.